# Composition des équipes au Championnat du monde féminin de handball 2005
Cet article détaille la composition des équipes ayant participé au Championnat du monde féminin de handball 2005. Chaque équipe est composée de 16 joueuses auxquels ont pu être ajoutés un ou deux joueuse(s) remplaçante(s).
Le nombre de sélection, le nombre de buts marqués et les clubs sont ceux avant la compétition (au 5 décembre 2005).

## Équipes

### Allemagne
L'effectif de l'Allemagne était, :

### Angola
L'effectif d'Angola était, :

### Argentine
L'effectif de la Argentine était,.

### Australie
L'effectif de la Australie était,.

### Autriche
L'effectif de l'Autriche était, :

### Brésil
L'effectif du Brésil était, :

### Cameroun
L'effectif de la Cameroun était,, :
- 02 - Laurentine Balilumin
- 03 - Célestine Nyetsok a Ebeng
- 04 - Perpetua Forsuh
- 05 - Émilienne Ady Dipoko
- 06 - Ursule Mbah
- 07 - Christiane Nanda Kouakam
- 08 - Nicole Kenmogne Magne ()
- 09 - Carine Ngo Kaldjop
- 10 - Marthe Eke Bissono
- 11 - Agathe Soppo Dooh
- 12 - Evelyne Madjotah Tapfou (GB)
- 13 - Labelle Kun Nguidjol
- 14 - Honorée Françoise Kaldjop
- 15 - Shuri Loveline Ndeh
- 16 - Marguerite Tchagam (GB)
- 17 - Jacqueline Mossy (pivot)

Entraîneur
- Augustin Nyongha

À noter que cinq joueuses (Evelyne Madjotah Tapfou, Laurentine Balilumin, Christiane Nanda Kouakam, Célestine Nyetsok a Ebeng et Carine Ngo Kaldjop) n'ont pu rejoindre le reste de la délégation camerounaise, déjà en France, que quelques jours plus tard, à cause de problèmes de financements.

### Chine
L'effectif de la Chine était,.

### Corée du Sud
L'effectif de la Corée du Sud était, :
- 01 − Son Min-ji (GB)
- 02 − Woo Sun-hee
- 04 − Huh Soon-young
- 05 − Lee Gong-joo
- 06 − Song Hai-rim
- 08 − Kim Eun-jung
- 09 − Kim Cha-youn
- 11 − Huh Young-sook
- 12 − Moon Kyeong-ha (GB)
- 13 − Yoo Hyun-ji
- 14 − Kim Jin-sun
- 16 − Lee Min-hee (GB)
- 17 − Myoung Bok-hee
- 18 − Kang Ji-hey
- 19 − Choi Im-jeong
- 20 − Moon Pil-hee

Entraîneur
- Kang Tae-ko

### Côte d'Ivoire
L'effectif de la Côte d'Ivoire était, :

### Croatie
L'effectif de la Croatie était, :

### Danemark
L'effectif du Danemark était,,, :

### France
L'effectif de la France était,, :

### Hongrie
L'effectif de la Hongrie était,, :

### Japon
L'effectif du Japon était, :
- 01 − Mami Tanaka
- 02 − Yuko Arihama (en)
- 03 − Mariko Komatsu
- 04 − Mao Higuchi
- 05 − Mineko Tanaka (en)
- 06 − Natsuki Takei
- 07 − Akiko Kinjo
- 08 − Hitomi Sakugawa
- 09 − Tomoko Sakamoto
- 10 − Naomi Nakamura
- 11 − Aiko Hayafune (en)
- 12 − Kimiko Hida (en)
- 13 − Keiko Mizuno
- 14 − Noriko Omae
- 15 − Hisyao Taniguchi
- 16 − Yakari Asai

Entraineur
- Bert Bouwer (nl)

### Macédoine
L'effectif de Macédoine était, :

### Norvège
L'effectif de Norvège était, :

### Pays-Bas
L'effectif des Pays-Bas était, :

### Pologne
L'effectif de la Pologne était, :

### Roumanie
L'effectif de la Roumanie était, :

### Russie
L'effectif de la Russie était, :

### Slovénie
L'effectif de la Slovénie était, :

### Ukraine
L'effectif de l'Ukraine était, :

### Uruguay
L'effectif de l'Uruguay était,.

### Statistiques officielles
1. ↑  (en) « Statistiques cumulées de l'Allemagne » [PDF], sur Site archive du Mondial 2005 (consulté le 7 mars 2023).
2. ↑  (en) « Statistiques cumulées d'Angola » [PDF], sur Site archive du Mondial 2005 (consulté le 7 mars 2023).
3. ↑  (en) « Statistiques cumulées de l'Argentine » [PDF], sur Site archive du Mondial 2005 (consulté le 7 mars 2023).
4. ↑  (en) « Statistiques cumulées de l'Australie » [PDF], sur Site archive du Mondial 2005 (consulté le 7 mars 2023).
5. ↑  (en) « Statistiques cumulées de l'Autriche » [PDF], sur Site archive du Mondial 2005 (consulté le 7 mars 2023).
6. ↑  (en) « Statistiques cumulées du Brésil » [PDF], sur Site archive du Mondial 2005 (consulté le 7 mars 2023).
7. ↑  (en) « Statistiques cumulées du Cameroun » [PDF], sur Site archive du Mondial 2005 (consulté le 7 mars 2023).
8. ↑  (en) « Statistiques cumulées de la Chine » [PDF], sur Site archive du Mondial 2005 (consulté le 7 mars 2023).
9. ↑  (en) « Statistiques cumulées de la Corée du Sud » [PDF], sur Site archive du Mondial 2005 (consulté le 7 mars 2023).
10. ↑  (en) « Statistiques cumulées de la Côte d'Ivoire » [PDF], sur Site archive du Mondial 2005 (consulté le 7 mars 2023).
11. ↑  (en) « Statistiques cumulées de la Croatie » [PDF], sur Site archive du Mondial 2005 (consulté le 7 mars 2023).
12. ↑  (en) « Statistiques cumulées du Danemark » [PDF], sur Site archive du Mondial 2005 (consulté le 7 mars 2023).
13. ↑  (en) « Statistiques cumulées de la France » [PDF], sur Site archive du Mondial 2005 (consulté le 7 mars 2023).
14. ↑  (en) « Statistiques cumulées de la Hongrie » [PDF], sur Site archive du Mondial 2005 (consulté le 7 mars 2023).
15. ↑  (en) « Statistiques cumulées du Japon » [PDF], sur Site archive du Mondial 2005 (consulté le 7 mars 2023).
16. ↑  (en) « Statistiques cumulées de Macédoine » [PDF], sur Site archive du Mondial 2005 (consulté le 7 mars 2023).
17. ↑  (en) « Statistiques cumulées de Norvège » [PDF], sur Site archive du Mondial 2005 (consulté le 7 mars 2023).
18. ↑  (en) « Statistiques cumulées des Pays-Bas » [PDF], sur Site archive du Mondial 2005 (consulté le 7 mars 2023).
19. ↑  (en) « Statistiques cumulées de la Pologne » [PDF], sur Site archive du Mondial 2005 (consulté le 7 mars 2023).
20. ↑  (en) « Statistiques cumulées de la Roumanie » [PDF], sur Site archive du Mondial 2005 (consulté le 7 mars 2023).
21. ↑  (en) « Statistiques cumulées de la Russie » [PDF], sur Site archive du Mondial 2005 (consulté le 7 mars 2023).
22. ↑  (en) « Statistiques cumulées de la Slovénie » [PDF], sur Site archive du Mondial 2005 (consulté le 7 mars 2023).
23. ↑  (en) « Statistiques cumulées de l'Ukraine » [PDF], sur Site archive du Mondial 2005 (consulté le 7 mars 2023).
24. ↑  (en) « Statistiques cumulées de l'Uruguay » [PDF], sur Site archive du Mondial 2005 (consulté le 7 mars 2023).

### Autres références
1. 1 2 3 4 5 6 7 8 9 10 11 12 13 14 15 16 17 18 19 20 21 22 23 24  (en + ru) « Team participants », sur Site officiel du Mondial 2005 (consulté le 7 mars 2023).
2. 1 2  « Handball : Les Lionnes dans la tourmente », sur camlions.com, 23 novembre 2005 (consulté le 7 mars 2023).
3. ↑  (da) « Feuille de match Danemark-Brésil », sur haslund.info, 5 décembre 2005 (consulté le 7 mars 2023).
4. ↑  (da) « Feuille de match Danemark-Côte d'Ivoire », sur haslund.info, 6 décembre 2005 (consulté le 7 mars 2023).
5. ↑  « Cinq tenantes en course », sur Eurosport.fr, 30 novembre 2005 (consulté le 7 mars 2023).
6. ↑  (hu) « Effectif de la Hongrie », sur origo.hu, 21 novembre 2005 (consulté le 7 mars 2023).